# Allinge-Sandvig (plaats)
Allinge en Sandvig zijn twee aaneengegroeide plaatsen in de Deense regio Hovedstaden, gemeente en eiland Bornholm. Op 1 januari 2010 woonde in Allinge-Sandvig 1759 inwoners.
De parochie is gevestigd in Allinge Kirke.

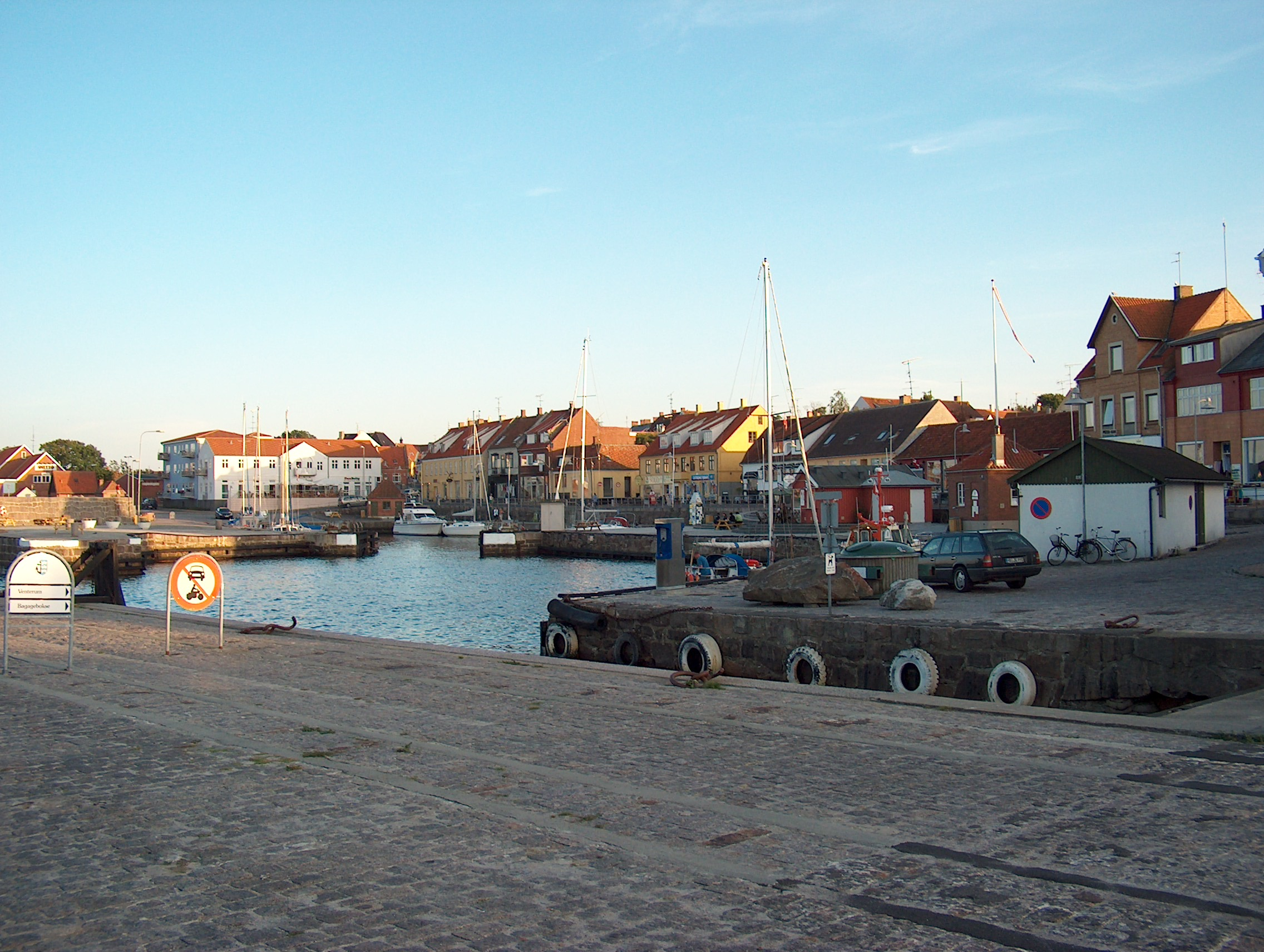
De haven van Allinge

## Haven
De haven van Allinge dateert uit 1862, terwijl dat van Sandvig ergens tussen 1831 tot 1833 is gebouwd. Er is vanuit hier een veerverbinding naar Simrishamn en Christiansø.

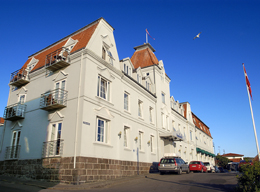
Strandhotel in Sandvig

## Toerisme
Rond 1900 begon het toerisme een grote impact te hebben, vooral op Sandvig, waar in de loop der jaren een aantal hotels langs de boulevard zijn verschenen, het meest bekend is het Strandhotellet Sandvig. (zie foto)

## Bezienswaardigheden

### Hammershus
Aan de noordwestelijke kust in de buurt van Allinge zijn de ruïnes van het kasteel Hammershus uit de dertiende eeuw te vinden.
Hammershus is het grootste middeleeuwse kasteel in Noord-Europa en ligt op het noordelijkste punt van het eiland.

### Helleristninger (Rotstekeningen)
Tussen de steden zijn een aantal rotstekeningen gevonden, welke de grootste in Denemarken zijn. De rotstekeningen stammen uit de bronstijd.

## Omgeving
| Omgeving op Bornholm | Omgeving op Bornholm | Omgeving op Bornholm             |
| -------------------- | -------------------- | -------------------------------- |
| Oostzee              | Oostzee              | Oostzee                          |
| Oostzee              |                      | Oostzee                          |
| Vang Hasle           | Olsker Klemensker    | Sandkås Tejn Rø Gudhjem Årsballe |

Steden: Aakirkeby · Allinge-Sandvig · Hasle · Nexø · Rønne

Dorpen: Aarsdale · Balka · Gudhjem · Klemensker · Listed · Lobbæk · Nyker · Nylars · Østerlars · Østemarie · Pedersker · Snogebæk · Sorthat-Muleby · Svaneke · Tejn · Vestermarie

Buurtschappen: Arnager · Årsballe · Boderne · Bodilsker · Bølshavn · Dueodde · Helligpeder · Ibsker · Knudsker · Melsted · Olsker · Poulsker · Rø · Rutsker · Sandkås · Smørenge · Stenseby · Teglkås · Vang

Omgeving op en nabij Bornholm: Almindingen · Christiansø · Døndalen · Ekkodalen · Ertholmene · Frederiksø · Gryet · Hammeren · Paradisbakkerne · Rytterknægten · Stammershalle · Troldeskoven